# Felipe García-Martín
Felipe García Martín. Nacido en Sevilla (1954). Ilustrísimo Profesor de la Universidad de Sevilla y Doctor en Botánica.

## Algunas publicaciones
- felipe García martín, santiago Silvestre. 1992. Peucedanum officinale L. subsp. brachyradium García-Martín y Silvestre: nuevo taxón de Umbelliferae. Acta Botanica Malacitana 17: 119-121

### Libros
- juan Antonio Arenas posada, felipe García martín, abelardo Aparicio. 1996. Guía ilustrada de la flora del Aljarafe. Vol. 34 Manuales Universitarios. Ed. ilustr. de Universidad de Sevilla, 215 pp. ISBN 8447203123, ISBN 9788447203123

- ----------------------------------, -------------------------. 1993. Atlas carpológico y corológico de la subfamilia Apioideae Drude (Umbelliferae) en España peninsular y Baleares. Vol. 12 of Monografías del Real Jardín Botánico Ruizia. Ed. ilustr. de CSIC - CSIC Press, 244 pp. ISBN 8400073576, ISBN 9788400073572

### Colaboraciones
- santiago Castroviejo, gonzalo Nieto feliner, stephen l. Jury. Flora ibérica: Plantas vasculares de la Península Ibérica e Islas Baleares. Araliaceae-Umbelliferae. Ed. CSIC - CSIC Press. 448 pp. ISBN 8400081501, ISBN 9788400081508
- La abreviatura «García-Martín» se emplea para indicar a Felipe García-Martín como autoridad en la descripción y clasificación científica de los vegetales.[1]

## Fuente
- Teixidó, F. Biólogos Españoles, en línea